# Satzbrett
Ein Satzbrett (in der älteren Literatur Setzbrett) ist ein glattes, starkes Brett mit seitlichen Leisten in Höhe über der Schrifthöhe, somit können mehrere Satzbretter übereinander gestellt werden, ohne die Schrift zu beschädigen. Die Größe beträgt etwa 66 × 60 × 5 cm.
Das Satzbrett dient vor dem Druck zur Aufbewahrung des Satzes nach der Fertigstellung durch den Schriftsetzer auf dem Setzschiff (in Druckereien kurz Schiff genannt).
Nach Abschluss des Auflagendruckes wird das Satzbrett in ein Stehsatzregal geschoben, sofern der Satz nicht wieder abgelegt, eingeschmolzen oder anderweitig aufbewahrt werden soll.